# Новоблаговєщенське
Новоблаговєщенське (рос. Новоблаговещенское) — село в Гагинському районі Нижньогородської області Російської Федерації.
Населення становить 221 особу. Входить до складу муніципального утворення Ветошкинська сільрада.

## Історія
Від 2009 року входить до складу муніципального утворення Ветошкинська сільрада.

## Населення
| 2002 | 2010 |
| ---- | ---- |
| 345  | ↘221 |